# Dơi mũi ống lông chân
Dơi mũi ống lông chân (danh pháp hai phần: Murina tubinaris) là một loài động vật có vú trong họ Dơi muỗi, bộ Dơi. Loài này được Scully mô tả năm 1881.